# High School Musical (banda sonora)
High School Musical es la banda sonora de la Película Original de Disney Channel del mismo nombre. Grabada en cinco días, se publicó el 10 de enero de 2006 y se convirtió en el álbum más vendido de ese año, con más de 3,7 millones de copias en EE. UU. y 7 millones en todo el mundo. A fecha de enero de 2016, el álbum ha vendido 5 millones de copias en Estados Unidos, lo que lo convierte en la banda sonora de televisión más vendida desde 1991, cuando Nielsen SoundScan comenzó a realizar un seguimiento de las ventas de música.

## Lista de canciones

### Versión Estándar
| High School Musical |                                        |                                                                          |          |  |
| N.º                 | Título                                 | Intérprete (s)                                                           | Duración |  |
| 1.                  | «Start of Something New»               | Zac Efron, Drew Seeley & Vanessa Hudgens                                 | 3:17     |  |
| 2.                  | «Getcha Head in the Game»              | Drew Seeley                                                              | 2:28     |  |
| 3.                  | «What I've Been Looking For»           | Ashley Tisdale & Lucas Grabeel                                           | 2:04     |  |
| 4.                  | «What I've Been Looking For» (Reprise) | Zac Efron, Drew Seeley & Vanessa Hudgens                                 | 1:20     |  |
| 5.                  | «Stick to the Status Quo»              | High School Musical Elenco                                               | 4:28     |  |
| 6.                  | «When There Was Me and You»            | Vanessa Hudgens                                                          | 3:00     |  |
| 7.                  | «Bop to the Top»                       | Ashley Tisdale & Lucas Grabeel                                           | 1:48     |  |
| 8.                  | «Breaking Free»                        | Zac Efron, Drew Seeley & Vanessa Hudgens                                 | 3:27     |  |
| 9.                  | «We're All in This Together»           | High School Musical Elenco                                               | 3:51     |  |
| 10.                 | «I Can't Take My Eyes Off of You»      | Zac Efron, Drew Seeley, Vanessa Hudgens, Ashley Tisdale, & Lucas Grabeel | 2:51     |  |
| 38:31               |                                        |                                                                          |          |  |

| Bonus Tracks Edición Latinoamericana |                                                          |                |          |  |
| N.º                                  | Título                                                   | Intérprete (s) | Duración |  |
| 11.                                  | «Eres Tú» (What I've Been Looking For (Spanish version)) | Belanova       | 2:03     |  |
| 12.                                  | «Get'cha Head In The Game»                               | B5             | 2:45     |  |
| 13.                                  | «Start Of Something New» (Karaoke Version)               |                | 3:33     |  |
| 14.                                  | «Breaking Free» (Karaoke Version)                        |                | 3:42     |  |

### High School Musical 2-Disc Special Edition Soundtrack
El 23 de mayo de 2006, el mismo día del lanzamiento del DVD de la película, Walt Disney Records lanza un Special Edition del álbum High School Musical junto a un disco bonus con ocho karaokes de los números de High School Musical.
Disco 1: High School Musical  (Versión Estándar)
| Disco 2: Disco Bonus Instrumental |                                   |          |  |
| N.º                               | Título                            | Duración |  |
| 1.                                | «Start of Something New»          |          |  |
| 2.                                | «Get'cha Head in the Game»        |          |  |
| 3.                                | «What I've Been Looking For»      |          |  |
| 4.                                | «Stick to the Status Quo»         |          |  |
| 5.                                | «When There Was Me and You»       |          |  |
| 6.                                | «Bop to the Top»                  |          |  |
| 7.                                | «Breaking Free»                   |          |  |
| 8.                                | «I Can't Take My Eyes Off of You» |          |  |

- Póster de Gabriella y Troy
- Special Gold Package con un libro junto a las letras de las canciones

## Charts

### Semanales
| Lista (2006–2008)                   | Alta posición |
| ----------------------------------- | ------------- |
| Argentina (CAPIF)                   | 1             |
| Australia (ARIA)                    | 1             |
| Austria (Ö3 Austria)                | 13            |
| Bélgica (Ultratop Valonia)          | 55            |
| Dinamarca (Hitlisten)               | 12            |
| Países Bajos (Album Top 100)        | 11            |
| Francia (SNEP)                      | 6             |
| Alemania (Media Control Charts)     | 22            |
| México (AMPROFON)                   | 1             |
| Nueva Zelanda (RMNZ)                | 1             |
| Noruega (VG‑lista)                  | 6             |
| España (Promusicae)                 | 6             |
| Suiza (Schweizer Hitparade)         | 63            |
| Reino Unido (OCC)                   | 1             |
| Estados Unidos (Billboard 200)      | 1             |
| Estados Unidos (Digital Albums)     | 17            |
| Estados Unidos (Top Catalog Albums) | 8             |
| Estados Unidos (Soundtrack Albums)  | 1             |
| Venezuela (IFPI)                    | 1             |

### Anuales
| Lista (2006)                                  | Posición |
| --------------------------------------------- | -------- |
| Australia (ARIA)                              | 27       |
| Austria (Ö3 Austria)                          | 121      |
| Francia (SNEP)                                | 82       |
| Alemania (Offizielle Top 100)                 | 182      |
| México (AMPROFON)                             | 8        |
| Noruega (VG-lista)                            | 55       |
| Estados Unidos Billboard 200                  | 2        |
| Estados Unidos Digital Albums (Billboard)     | 10       |
| Estados Unidos Kid Albums (Billboard)         | 1        |
| Estados Unidos Soundtracks Albums (Billboard) | 1        |

| Lista (2007)                                  | Posición |
| --------------------------------------------- | -------- |
| Austria (Ö3 Austria)                          | 37       |
| Dinamarca (Hitlisten)                         | 49       |
| Alemania (Offizielle Top 100)                 | 44       |
| México (AMPROFON)                             | 31       |
| Estados Unidos Billboard 200                  | 37       |
| Estados Unidos Kid Albums (Billboard)         | 4        |
| Estados Unidos Soundtracks Albums (Billboard) | 4        |

| Lista (2008)                                  | Posición |
| --------------------------------------------- | -------- |
| Estados Unidos Billboard 200                  | 113      |
| Estados Unidos Soundtracks Albums (Billboard) | 9        |

## Versión Hindú
Times Music de India, lanzó una edición especial de la banda sonora en Hindú. El álbum fue lanzado solamente en India. La película también fue doblada en hindú.
| High School Musical |                                                                                   |                                                             |          |  |
| N.º                 | Título                                                                            | Intérprete (s)                                              | Duración |  |
| 1.                  | «Yeh Man Gaaye Kyon» (Start of Something New)                                     | Naresh Kamath & Sunidhi Chauhan                             |          |  |
| 2.                  | «Ho Ek Hi Aim» (Get'cha Head in the Game)                                         | Naresh Kamath                                               |          |  |
| 3.                  | «Is Dil Ne Kahi Jo Baatein Nayee» (What I've Been Looking For)                    | Neuman Pinto & Shweta Pandit                                |          |  |
| 4.                  | «Is Dil Ne Kahi Jo Baatein Nayee (Reprise)» (What I've Been Looking For)(Reprise) | Naresh Kamath & Sunidhi Chauhan                             |          |  |
| 5.                  | «Jo Karte Ho Wohi Karo» (Stick to the Status Quo)                                 | Hrishikesh Kamerkar, Shweta Pandit, Neuman Pinto            |          |  |
| 6.                  | «Na Jaane Main Aur Tu» (When There was Me and You)                                | Sunidhi Chauhan                                             |          |  |
| 7.                  | «Paaye Yeh» (Bop to the Top)                                                      | Neuman Pinto & Shweta Pandit                                |          |  |
| 8.                  | «Chhoole Ambar Hi» (Breaking Free)                                                | Naresh Kamath & Sunidhi Chauhan                             |          |  |
| 9.                  | «Yeh Mauj Hai Ek Ho Jaaye» (We're All in this Together)                           | Naresh Kamath, Sunidhi Chauhan, Neuman Pinto, Shweta Pandit |          |  |

## Versión Rusa
Al igual que en India, en Rusia se lanzó una edición especial de la banda sonora en ruso. El álbum sólo se lanzó en Rusia. La película también fue doblada en ruso.
| High School Musical |                                                                  |                                                                            |          |  |
| N.º                 | Título                                                           | Intérprete (s)                                                             | Duración |  |
| 1.                  | «Наверх, в облака» (Start of Something New)                      | Sergey Lazarev & Kseniya Larina                                            |          |  |
| 2.                  | «Не зеваем - не спим!» (Get'cha Head in the Game)                | Sergey Lazarev                                                             |          |  |
| 3.                  | «Всего полшага» (What I've Been Looking For)                     | Mihail Veselov & Evgeniya Otradnaya                                        |          |  |
| 4.                  | «Всего полшага (реприза)» (What I've Been Looking For (Reprise)) | Sergey Lazarev & Kseniya Larina                                            |          |  |
| 5.                  | «Рушится шар Земной» (Stick to the Status Quo)                   | Evgeniya Otradnaya, Mihail Veselov & Otros                                 |          |  |
| 6.                  | «Сорвавшейся звездой» (When There was Me and You)                | Kseniya Larina                                                             |          |  |
| 7.                  | «По головам» (Bop to the Top)                                    | Mihail Veselov & Evgeniya Otradnaya                                        |          |  |
| 8.                  | «Наш звездный час» (Breaking Free)                               | Sergey Lazarev & Kseniya Larina                                            |          |  |
| 9.                  | «Рука к руке, дружнее» (We're All in this Together)              | Sergey Lazarev, Kseniya Larina, Mihail Veselov, Evgeniya Otradnaya & Otros |          |  |

## Versiones Internacionales
| Nombre Original              | Canción                            | Lenguaje  | Cantante (s)                                                                         |
| ---------------------------- | ---------------------------------- | --------- | ------------------------------------------------------------------------------------ |
| "Start of Something New"     | "Algo va a Empezar"                | Español   | Gerardo & Mariana (High School Musical: La Selección México)                         |
| "Start of Something New"     | "Principio Nuevo"                  | Español   | JP's Mixes                                                                           |
| "Start of Something New"     | "Nosso Amor"                       | Portugués | Rachid Camargo & Anne Bazan                                                          |
| "Get'cha Head in the Game"   | "Pon tu Mente en el Juego"         | Español   | Cristóbal & César (High School Musical: La Selección México)                         |
| "Get'cha Head in the Game"   | "Pon tu Mente en el Juego"         | Español   | Fernando Dente (High School Musical: La Selección (Argentina))                       |
| "What I've Been Looking For" | "Eres Tú"                          | Español   | Belanova                                                                             |
| "What I've Been Looking For" | "O Que Eu Procurava"               | Portugués | Ludov                                                                                |
| "Stick to the Status Quo"    | "Sigue el Status Quo"              | Español   | High School Musical: La Selección (México)                                           |
| "When There Was Me and You"  | "Cuando Eramos Tú Y Yo"            | Español   | Vicky Got (High School Musical: La Selección Argentina)                              |
| "When There Was Me and You"  | "Estando tú y yo"                  | Español   | Fabiola (High School Musical: La Selección México)                                   |
| "When There Was Me and You"  | "Anata No Ita Toki"                | Japonés   | Hitomi Shimatani                                                                     |
| "Bop to the Top"             | "Bop to the Top"                   | Español   | Delfi & Colo (High School Musical: La Selección Argentina)                           |
| "Breaking Free"              | "Breaking Free (Versión Asiática)" | Inglés    | Vince Chong, Nikki Gil & Alicia Pan                                                  |
| "Breaking Free"              | "Breaking Free (Versión Europea)"  | Inglés    | Josh Hoge & Nikki Flores                                                             |
| "Breaking Free"              | "Se Provi A Volare"                | Italiano  | Luca Dirisio                                                                         |
| "Breaking Free"              | "另一個自己"                       | Mandarín  | Anson Hu & Stephy Tang                                                               |
| "Breaking Free"              | "Briser Mes Chaînes"               | Francés   | Sofiane                                                                              |
| "Breaking Free"              | "Solo Hay Que Intentar"            | Español   | Roger González y Carla Medina(Zapping Zone México)                                   |
| "Breaking Free"              | "Solo Hay Que Intentar"            | Español   | Fernando Dente & Sofia Agüero Petros (High School Musical: La Selección (Argentina)) |
| "Breaking Free"              | "No Dejes De Soñar"                | Español   | Conchita                                                                             |
| "Breaking Free"              | "No Dejes De Soñar"                | Español   | Samuel Cuenda y Patricia Navarro Ot 2009                                             |
| "Breaking Free"              | "Nos Libramos"                     | Español   | JP's Mixes                                                                           |
| "Breaking Free"              | "Masz W Sobie Wiarę"               | Polaco    | Hania Stach & Andrzej Lampert                                                        |
| "Breaking Free"              | "ממראים"                           | Hebreo    | Gilat Hillel                                                                         |
| "Breaking Free"              | "Tem Que Tentar"                   | Portugués | Fabiola Ribeiro & Beto Marden                                                        |
| "We're All in This Together" | "Estamos Todos Juntos"             | Español   | High School Musical: La Selección México                                             |
| "We're All in This Together" | "Estamos Todos Juntos"             | Español   | High School Musical: La Selección Argentina                                          |
| "We're All in This Together" | "Minna Star!"                      | Japonés   | AAA                                                                                  |

## Premios
| Año  | Premio                 | Categoría          | Resultado |
| ---- | ---------------------- | ------------------ | --------- |
| 2006 | Billboard Music Awards | Mejor banda sonora | Ganador   |